# Notophlebia
Notophlebia is een geslacht van haften (Ephemeroptera) uit de familie Leptophlebiidae.

## Soorten
Het geslacht Notophlebia omvat de volgende soorten:
- Notophlebia hyalina
- Notophlebia jobi